# Der Zauberfinger
Der Zauberfinger (englischer Originaltitel The Magic Finger) ist ein Kinderbuch des walisischen Autors Roald Dahl aus dem Jahr 1966 mit Zeichnungen des US-amerikanischen Autors und Illustrators William Pène du Bois. Die deutsche Erstausgabe erschien 1971 beim C. Bertelsmann Jugendbuch-Verlag.

## Inhalt
Ein achtjähriges Mädchen wohnt neben dem Bauernhof der Familie Hei. Vater Hei und seine beiden Söhne Philipp und Willi gehen liebend gerne und nur zum Spaß auf die Jagd nach Wildtieren und Vögeln, sehr zum Missfallen des Mädchens, das einen magischen Finger besitzt: Wird es bis zur Weißglut gereizt, kann es die Person, die seine Wut ausgelöst hat, verhexen, ohne genau zu wissen, wie und warum. So hat es beispielsweise in der Schule seiner Lehrerin Schnurrbarthaare und einen Schwanz wachsen lassen, nachdem diese behauptet hatte, es wäre ein dummes kleines Mädchen.
Als die Heis eines Samstags mit einem erlegten Reh von der Jagd nach Hause kommen, bringt dieser Anblick das Mädchen so in Rage, dass es ihren Zauberfinger einsetzt. Am Nachmittag gelingt es Vater Hei und seinen Söhne bei der Entenjagd, noch 16 Stück zu erlegen, doch plötzlich ist es wie verhext und es folgen nur mehr Fehlschüsse. Als sie am nächsten Morgen aufwachen, stellen sie fest, dass sie über Nacht auf Vogelgröße geschrumpft sind und der ganzen Familie inklusive Mutter Hei statt der Arme Flügel gewachsen sind. Sie können nun zwar fliegen und genießen dies auch für kurze Zeit, müssen aber feststellen, dass vier auf Menschengröße angewachsene Wildenten, die Arme statt Flügel besitzen, von ihrem Haus Besitz ergriffen haben.
Und es kommt noch schlimmer: Die Enten schnappen sich die Gewehre und zielen damit auf die Heis, die sich in einem nahen Baum ein Nest gebaut haben. Die Heis stellen verzweifelt fest, wie es sich am anderen Ende des Gewehrlaufs anfühlt und betteln um ihr Leben. Mit dem Versprechen, nie wieder auf Tiere zu schießen, verwandeln sich die Heis wieder zurück in Menschen.
Als das Mädchen kurz darauf auftaucht, zerstört der Vater gerade sämtliche Gewehre und erklärt dem Mädchen, dass seine Familie zu Ehren des Federviehs ab sofort nicht mehr Hei, sondern Ei heiße. Nachdem die Söhne dem Mädchen die unglaublichen Erlebnisse erzählt haben, hören sie vom nahegelegenen Weiher Schüsse, wo offenbar die benachbarten Coopers Jagd auf Vögel machen. Das Mädchen spürt sogleich, wie wieder sein Finger zu zucken beginnt, und es prophezeit den Eis, dass die Coopers wohl diese Nacht in einem Nest auf einem Baum schlafen würden.

## Rezeption
Nicholas Tucker schreibt in seiner Rezension: „Auch wenn diese kleine Erzählung sprachlich weniger aufsehenerregend ist als andere Dahl-Texte, überzeugt sie doch durch schwarzen Humor, eine straffe Handlung und die Botschaft: Respektiert die Tiere! Bei Kindern ist sie seit je beliebt.“ Katharine D. Herzog schreibt in ihrer Analyse der Erzählung: „Obwohl mit einem Augenzwinkern erzählt, wirft Dahls Buch einen provokanten Blick auf das Thema Jagd aus der Perspektive einer mutigen jungen Aktivistin und der Beute der Jäger – in diesem Fall der Wildenten selbst. Nachdenkliche Leser werden aufgefordert, ihre eigenen Gedanken zu diesem Thema zu überdenken, denn trotz des Humors der Geschichte verlangt die Frage, ob die Jagd moralisch vertretbar ist, Aufmerksamkeit. Dahls Standpunkt wird in dem heiteren Text deutlich, wenn auch manchmal durch die Stimme der Erzählerin verschleiert: ‚Ich finde es nicht richtig, dass Männer und Jungen Tiere töten, nur weil es ihnen Spaß macht.‘ Ein anderes Mal sind es die Dialoge zwischen den Jägern und den Gejagten, die auf eine unterschwellige Voreingenommenheit des Buches hinweisen.“

## Referenzen
Der Zauberfinger ist in dem literarischen Nachschlagewerk 1001 Kinder- und Jugendbücher – Lies uns, bevor Du erwachsen bist! für die Altersstufe 8+ Jahre enthalten.

## Ausgaben
- The Magic Finger. Harper & Row, USA 1966 (englisch).
- Der Zauberfinger. cbj, München 1971.

## Adaptionen
- 25-minütiger animierter Fernsehfilm, 1990